# ريتشارد برودبنت
ريتشارد برودبنت (بالإنجليزية: Richard Broadbent)‏ هو رائد أعمال وشخصية أعمال بريطاني، ولد في 22 أبريل 1953 في إنجلترا في المملكة المتحدة.